# Redgranite
Redgranite è un comune degli Stati Uniti d'America, situato in Wisconsin, nella contea di Waushara.